# 1095

## Събития
- На църковен събор в Клермон, Франция, папа Урбан II призовава към кръстоносен поход за освобождаване на Йерусалим

## Родени
- Усама ибн Мункид, мюсюлмански хронист
- Амадеус III, граф на Савой

## Починали
- 29 юли – Ласло I, крал на Унгария
- Ел Мотамид, абадитски крал на Севиля